# Distretto di Mariscal Castilla (Junín)
Il distretto di Mariscal Castilla  è uno dei diciassette distretti della provincia di Concepción, in Perù. Si trova nella regione di Junín e si estende su una superficie di 743,84  chilometri quadrati.